# Omrežno stikalo
Omrežno stikalo (angleški naziv switch) je omrežna naprava v sodobnih računalniških omrežjih. Stikala so naslednje naprave drugega nivoja OSI , ki so lahko uporabljene za ohranitev pasovne širine na omrežju. V popolnem omrežju je vsak uporabnik priključen v omrežje neposredno prek stikala.  
Stikala posredujejo pakete na izbrani segment z uporabo naslovov MAC. Razdelimo jih glede na to, kako posredujejo pakete na izbrani segment: če paket v celoti shrani in pregleda morebitne napake, preden ga pošlje naprej, ali pa ga pošlje, takoj ko razbere naslov MAC. V prvem primeru pregleda, če je paket okvarjen in ga uniči tako da po nepotrebnem ne zaseda omrežja.
Za omejitev prometa na omrežju se najpogosteje uporabljajo stikala. Ti so za razliko od mostov cenejša in omogočajo nekaj dodatnih lastnosti. Stikalo lahko deluje kot ponavljalnik, lahko pa jih nastavimo, da delujejo kot most, le da so nekoliko počasnejši. S stikalom ne moremo povezati dveh omrežij, ki slonita na različnih protokolih. Običajno ga nastavimo tako, da deluje podobno kot most, z razliko, da sedaj povežemo dve omrežji z enakim protokolom. Tako vsako stikalo hrani naslove uporabnikov, ki so priključeni nanj in na katerem vmesniku so. Naslednjič, ko stikalo dobi paket za tega uporabnika, ga posreduje na vmesnik, kamor je priključen ciljni uporabnik. Tako ostali uporabniki niso obremenjeni s tem paketom, saj paket prispe tako rekoč točno do sprejemnika.